# Can Planes de la Muntanya
Can Planes de la Muntanya és una masia de la Roca del Vallès (Vallès Oriental) protegida com a Bé Cultural d'Interès Local.

## Descripció
Edifici de tipologia clàssica, de planta rectangular amb tres plantes i tres crugies. La coberta és a dues vessants amb el carener perpendicular a la façana. Les finestres de la façana principal són emmarcades amb pedra granítica. El portal és en arc de mig punt adovellat amb pedra granítica. L'edifici va ser ampliat pel costat de llevant amb annexes i altres dependències construint una llarga galeria porticada a la façana de tramuntana. Els murs són de paredat comú revestits amb un arrebossat llis.

## Història
L'edifici sembla del segle XVII-XVIII, però la tercera planta sembla que es va fer a final del segle xix o principi del segle xx. Té rellotge de sol policromat en molt bon estat.